# Grumman S-2 Tracker
Grumman S-2 Tracker (początkowo S2F) – amerykański pokładowy samolot do zwalczania okrętów podwodnych z okresu zimnej wojny, produkowany przez zakłady Grumman. Dwusilnikowy samolot o napędzie tłokowym. Pierwszy samodzielny samolot do zwalczania okrętów podwodnych wprowadzony do służby Marynarki Wojennej USA (US Navy). Używany także szeroko przez inne kraje świata.

## Historia
Poprzednik samolotu, Grumman AF-2 Guardian, był pierwszym samolotem specjalnie zaprojektowanym do zwalczania okrętów podwodnych, ale działając w systemie hunter – killer samoloty te operowały w parach: jeden służył do wykrywania okrętów, drugi przenosił uzbrojenie, podobnie jak w przypadku wcześniejszych samolotów Grumman TBM-3W/S Avenger. Marynarka USA zdecydowała następnie o skonstruowaniu większego dwusilnikowego samolotu, który łączyłby obie funkcje.
Projekt Grummana (model G-89) był górnopłatem z dwoma silnikami gwiazdowymi Wright R-1820 Cyclone o mocy po 1500 KM. Zarówno dwa prototypy (XS2F-1) i pierwsze 15 samolotów produkcyjnych zostało zamówione w tym samym czasie, w dniu 30 czerwca 1950 roku. Pierwszy lot prototypu odbył się 4 grudnia 1952 roku. Pierwszy samolot seryjny oblatano w lipcu 1953 roku. Samolot wszedł do służby w dywizjonie VS-26, w lutym 1954 roku. Do 1962 roku oznaczony był S2F Tracker, następnie, według ujednoliconego systemu oznaczeń, S-2 Tracker.
Grumman w sumie wyprodukował 1185 samolotów S-2 Tracker. Kolejne 99 samolotów zostało wyprodukowanych w Kanadzie w ramach licencji przez De Havilland Canada. Samoloty wyprodukowane w USA były sprzedawane do różnych krajów, w tym Australii, Japonii, Turcji i Tajwanu. tajwan i Argentyna użytkują zmodyfikowaną wersję wyposażoną w silnik turbośmigłowy. 
S-2 Tracker został w lotnictwie Marynarki USA ostatecznie zastąpiony przez samolot Lockheed S-3 Viking. Ostatni dywizjon użytkujący S-2 Tracker (VS-37) został rozwiązany w 1976, a ostatni S-2 został wycofany ze służby w dniu 29 sierpnia 1976. Maszyny te nadal są używane jako samoloty gaśnicze.. W innych krajach Trackery były używane w podstawowej roli jeszcze do początku XXI wieku.